# Paphlagonie (thème)
Pour l’article homonyme, voir Paphlagonie.

Les thèmes byzantins vers 842 ; le thème de la Paphlagonie se situe au nord de l'Anatolie.

Le thème de Paphlagonie (en grec θέμα Παφλαγονίας) est une province ou thème de l'Empire byzantin dans la région éponyme située le long de la côte nord de l'Anatolie dans l'actuelle Turquie.

## Histoire
Le thème et le stratège qui le dirige sont mentionnés pour la première fois en novembre 826 et le thème semble avoir été créé autour de l'année 820,. Le territoire du thème correspond globalement à l'ancienne province antique de Paphlagonie qui a été incorporé dans les thèmes de l'Opsikion et des Bucellaires,. Sa capitale administrative et ecclésiastique reste la même que durant l'Antiquité, c'est-à-dire Gangra. Warren Treadgold (qui pense notamment que la Paphlagonie appartient au thème des Arméniaques et non à celui des Bucellaires) suggère que la réapparition de la Paphlagonie en tant que province indépendante est liée à l'émergence de la menace posée par l'activité navale de la Rus' en mer Noire. Selon les géographes arabes Ibn Khordadbeh et Ibn al-Faqih, la province compte 5 000 soldats et cinq places fortifiées,,. L'exception notable à la hiérarchie traditionnelle d'un thème est l'existence d'un catépanat responsable d'une escadre navale et dont le siège se situe à Amastris.
À la suite de la bataille de Manzikert, la majeure partie de la région tombe aux mains des Seldjoukides. Les campagnes de Jean II Comnène dans les années 1130 permettent aux Byzantins de reprendre la côte mais l'intérieur des terres reste contrôlée par les Turcs. À la suite de la quatrième croisade, la Paphlagonie est sous le contrôle de David Ier de Trébizonde, mais, en 1214, l'empereur de Nicée Théodore Ier Lascaris conquiert la partie occidentale de la région jusqu'à Amastris. Elle reste aux mains des États grecs (empire byzantin ou empire de Trébizonde) jusqu'à la fin du XIVe siècle où elle tombe sous le contrôle des Turcs ou des Génois.